# Liste der Monuments historiques in Saint-Gervais (Gironde)
Die Liste der Monuments historiques in Saint-Gervais (Gironde) führt die Monuments historiques in der französischen Gemeinde Saint-Gervais auf.

## Liste der Bauwerke
| Bezeichnung       | Beschreibung              | Standort | Kennzeichnung | Schutzstatus | Datum | Bild |
| ----------------- | ------------------------- | -------- | ------------- | ------------ | ----- | ---- |
| Kirche St-Gervais | Erbaut im 12. Jahrhundert | (Lage)   | PA00083750    | Inscrit      | 1927  |      |

## Liste der Objekte
- Monuments historiques (Objekte) in Saint-Gervais (Gironde) in der Base Palissy des französischen Kultusministeriums